# پیز گرن
پیز گرن (به لاتین: Piz Gren) یک کوه در سوئیس است که در کانتون گراوبوندن واقع شده‌است. پیز گرن ۲٬۸۹۰ متر بالاتر از سطح دریا واقع شده‌است.